# گروه ماه‌بانو
گروه موسیقی ماه بانو یک گروه موسیقی سنتی ایرانی است که توسط مجید درخشانی در سال ۱۳۹۱ بنیانگذاری شده و سرپرستی می‌شود. از این گروه تا کنون سه ترانه به نام‌های «گلرخ»، «جان عاشق» و «ما را بس» منتشر شده‌است که برای هر سه آهنگ هم نماهنگ ساخته شده‌است.

## اعضا
- آهنگساز و سرپرست گروه و نوازنده سه‌تار: مجید درخشانی
- خواننده: حوروش خلیلی، سحر محمدی
- تار: سارا رضازاده، هستی فرحی
- کمانچه: نازنین غنی‌زاده
- قانون: حنانه سعیدی
- بربط: شیوا احمدی سپهر
- دف: زهرا رنج‌پور
- رباب: سحر کمالوند
- قیچک: سمانه باروتی